# هوفمان فرانكلين فاولر
هوفمان فرانكلين فاولر (بالإنجليزية: Hoffman Franklin Fuller)‏ هو محامي أمريكي، ولد في فبراير 1932.